# Регалонское ущелье
Регалонское ущелье (фр. Gorges de Régalon) — ущелье на юге горного массива Малого Люберона в Провансе на юге Франции в департаменте Воклюз. Расположено к юго-востоку от Шеваль-Блан и к северо-западу от Мерендоля.

## География

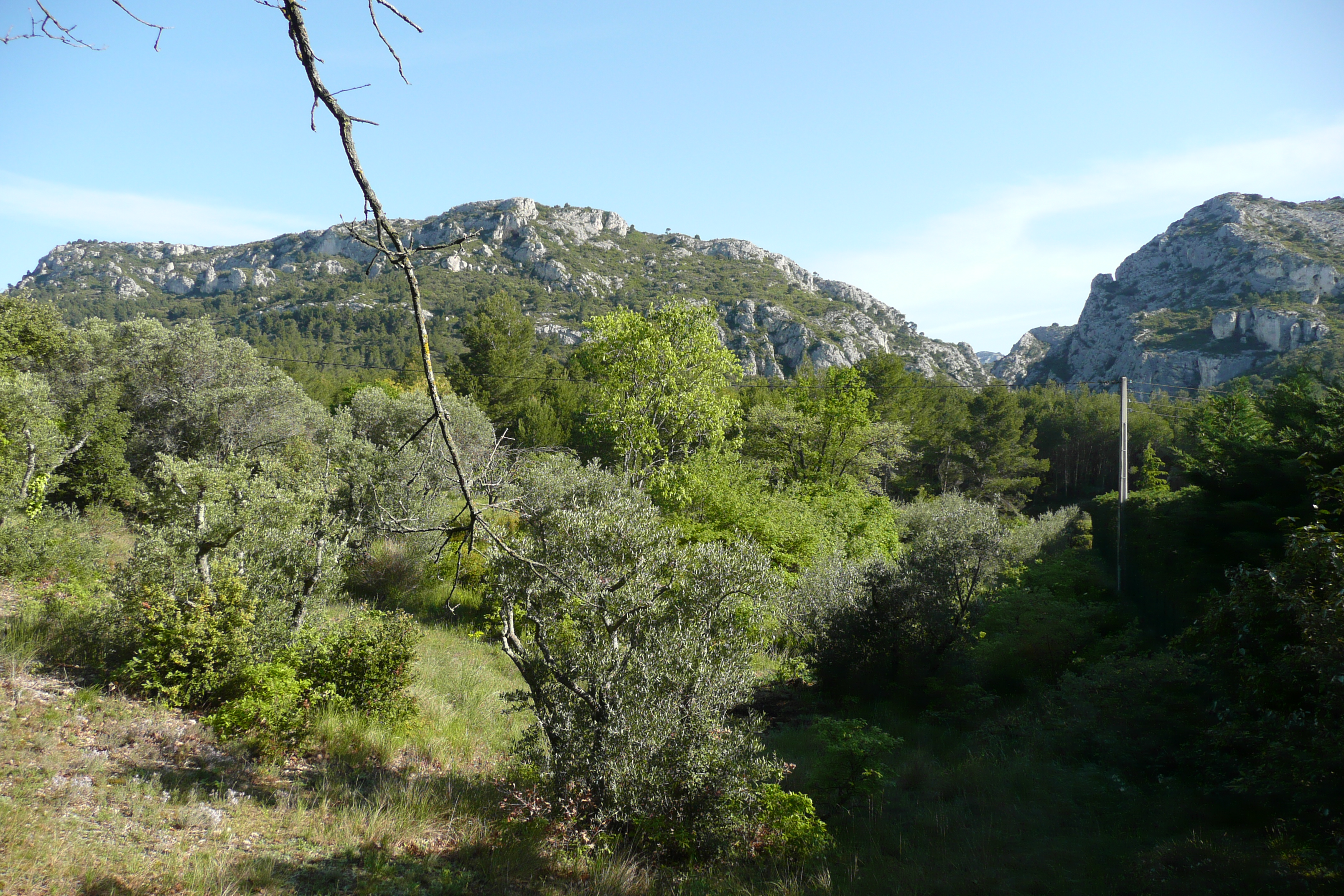
Вид на ущелье от Мерендоля.

Регалонское ущелье проходит с севера на юг и разделяет горы Кро-де-Майорк на западе и Кро-де-Сен-Фалез на востоке, расположенные в Малом Любероне. Ближайшее поселение — местечко Ложи-Нёф коммуны Мерендоль. Скалы, образующие стены ущелья, состоят из т.н. ургонского известняка.

## Туризм
К ущелью ведёт региональная дорога № 973 со стороны Шеваль-Блан. Здесь оборудованы две автомобильные парковки, от которых пешеходные тропы ведут через сосняк и оливковые рощи ко входу в ущелье. Не рекомендуется входить в ущелье во время дождя. До 2009 года средняя посещаемость достопримечательности была около 60 тыс. человек в год. Из-за опасности оползней с января 2009 года ущелье было закрыто, вновь открыто в 2011 году.